# Yamaha Motor Company
Yamaha Motor Company (Japans: ヤマハ発動機株式会社, Yamaha Hatsudōki K.K.; Engels: Yamaha Motor Co., Ltd.) is een Japanse producent van motorfietsen, quads, bromfietsen en scheepsmotoren, waaronder buitenboordmotoren, die deel uitmaakt van het Yamaha-conglomeraat en zetelt in Iwata.

## Geschiedenis
Het Japanse merk werd opgericht door de orgelbouwer Taraguchi (of Torakusu) Yamaha. Zijn bedrijf Nippon Gakki, dat al vanaf 1897 muziekinstrumenten maakte, begon in 1954 motorfietsen te bouwen. De eerste waren 48cc- en 125cc-tweetakten, in feite kopieën van de DKW RT 125. Dit werd de Yamaha YA 1 Red Dragonfly. Later kwam er een kopie van de Adler MB 250, de YD 1.
Er werd een nieuwe fabriek in Iwata gebouwd. De tweetakten werden in sneltreinvaart doorontwikkeld: in 1961 had men racemachines met roterende inlaten, in 1964 kwamen er membraaninlaten en automatische smering (autolube). Met wat zwaardere typen werden grote successen in de wegrace geboekt en vanaf de XS 650-tweecilinder in 1969 kwamen er ook viertakten.
In 1983 nam Yamaha het failliete Motobécane over. Deze Franse tweewieler gigant was op dat moment een van de grootste fiets-en bromfiets fabrikanten ter wereld. In 1984 veranderde Yamaha de merknaam Motobécane in MBK.
Tegenwoordig behoort Yamaha tot de grootste motorfietsproducenten, met machines in alle klassen en categorieën, ook op sportgebied. Het merk is toonaangevend op het gebied van viertaktenduro-, offroad- en allroadmachines. Waar het merk echter in de jaren 70 en 80 van de vorige eeuw in Nederland ook een belangrijk marktaandeel in de 50cc-klasse had met bijvoorbeeld de tweetakten FS-I (een belangrijke concurrent van Honda's legendarische SS 50 met viertaktmotor) en de DT-50, verkoopt men onder de merknaam Yamaha op dit moment vrijwel alleen nog scooters in deze klasse. Met uitzondering van de TZR 50 schakelbrommer. De merknaam MBK heeft Yamaha vanaf modeljaar 2018 "op de plank gelegd" en zal de after sales en onderdelen voorziening voor Motobécane en MBK  bromfietsen en scooters vanuit het Yamaha dealernetwerk worden voortgezet. Ook zal de MBK fabriek in het Franse Saint-Quentin motoren, bromfietsen en scooters met de merknaam Yamaha produceren voor de gehele Europese markt.
Yamaha Motor Corporation produceert behalve motorfietsen ook buitenboordmotoren, waterscooters, motorbootjes, quads, sneeuwmobielen en golfwagentjes. Yamaha heeft ook motoren voor auto's van andere merken gemaakt, onder andere V8-motoren voor de Ford Taurus SHO, Volvo S80 en XC90.

## Bijnamen
- Yamaha (algemeen): Yam, Yammie en Yamdrama
- Yamaha TRX 850: Trix, Trixie
- Yamaha VP 300 Versity scooter: Playmobil
- Yamaha FS1 (Engelse bijnaam): Fizzy
- Yamaha FZR: Fizzer of Fazer
- Yamaha TX 750: De Slagroomklopper
- Yamaha YZF 750: De Olifantenboot
- Een spotnaam voor YAMAHA is Yapanse Arbeiders Maken Alles Half Af
- Een Yamaha wordt ook wel met jammerhout aangeduid

## Modellen
Er bestaan meerdere modellen van het merk Yamaha
- Voor racemotoren van het type FZR zie Yamaha FZR.
- Yamaha YA 1 (van 1955)
- Yamaha YC-1 (van 1956)
- Yamaha YD-1 (van 1957)
- Yamaha YDS-1 (van 1959)
- Yamaha YDS-2 (van 1962)
- Yamaha YG-1 (van 1963)
- Yamaha AT90 (van 1965)
- Yamaha YDS-3 (van 1966)
- Yamaha DT-1 (van 1968)
- Yamaha XS650 (1969 - 1984)
- Yamaha R-5 350 (van 1970)
- Yamaha FT-1 (van 1970)
- Yamaha XS-1 (van 1970)
- Yamaha TX750 (van 1972)
- Yamaha TY250 (van 1973)
- Yamaha TX500 (van 1973)
- Yamaha TT500 (van 1975)
- Yamaha GX/XS750 (van 1976)
- Yamaha XT500 (van 1976)
- Yamaha FS1-E (van 1977)
- Yamaha XS1100 (van 1977)
- Yamaha XS650 Special (van 1978)
- Yamaha DT50MX (van 1978)
- Yamaha RZ250 (van 1980)
- Yamaha XJ750E (van 1981)
- Yamaha XS850 (van 1980)
- Yamaha XV-750 Special (van 1981)
- Yamaha XJ-650 Turbo (van 1982)
- Yamaha XJ-750D (van 1982)
- Yamaha XVZ-1200D Venture Royale (van 1983)
- Yamaha DT-200R (van 1984)
- Yamaha RZV-500R (van 1984)
- Yamaha European Sports Tourer FJ (van 1984)
- Yamaha FZ-750 (van 1985)
- Yamaha SRX-600 (van 1985)
- Yamaha FZR-750R (van 1989)
- Yamaha VMAX 1200 (van 1990)
- Yamaha FJ 1100 (van 1984)
- Yamaha FJ 1200A (van 1991)
- Yamaha GTS 1000A (van 1993)
- Yamaha YZ125 (van 1996)
- Yamaha YX 600 Radian (van 1986 tot 1990)
- Yamaha YZF-R1 (van 1998)
- Yamaha YZF-R6 (van 1999)
- Yamaha YZF-R125 (van 2008)
- Yamaha BT1100 Bulldog (van 2001)
- Yamaha YZR-M1 (van 2002)
- Yamaha MT-03 (van 2006)
- Yamaha TZR 50
- Yamaha TZR 125
- Yamaha TZR 250
- Yamaha V-Max
- Yamaha YZF600R Thundercat
- Yamaha FS1
- Yamaha YZR-M1
- Yamaha DT 50
- Yamaha XJ900
- Yamaha XJR
- Yamaha FJR1300
- Yamaha XT660
- Yamaha XT1200Z Super Tenere